# Vølve
En vølve (alternativt vala, spákona) (norrønt: vǫlva = stavbærerske) betegner i den nordiske religion både en kvindelig, spirituel leder og en tilbagevendende mytologisk figur i flere myter. Som kultspecialist blev vølven tillagt spådomsevner og kundskaber i sejd. Indtil religionsskiftet nød vølverne stor respekt, men senere blev de associeret med skadevoldende magi. I middelalderen fik ordet vølve betydningen heks.
Vanerne rådede for sejd og frugtbarhed, og da Freja var af vaneslægt, var det hende, der lærte Odin og de andre aser op i sejdkunst. I Ynglingatal kaldes hun "blotgydje".

## Navn og etymologi
Vølver og deres mandlige modstykker blev betegnet med flere forskellige navne. Ordet "vølve" stammer fra norrønt vǫlr, der betyder "stav", dvs. at "vølve" bedst kan oversættes med "stavbærer" eller måske snarere "bærer af hellig stav", vǫlr stammer fra det protogermanske *walwōn, som den engelske wand (tryllestav) også stammer fra. Vala er på den anden side en litterær form, der er udviklet fra ordet völva.
En spákona (= spåkone) er en alternativ betegnelse for vølve; spá stammer fra protogermansk *spah- med den protoindoeuropæiske rod *(s)peḱ, der også er beslægtet med latin speciō ("ser") og sanskrit spáçati el. páçyati (ligeledes "ser").
En udøver af sejd (norrønt: seiðr) blev kaldt enten seiðkona (kvindelig) eller seiðmaðr (mandlig).

## Karakteristika

### Oversigt
Betegnelsen vølve dækker i kildematerialet over både en kultlederfunktion i den virkelige verden og en mytologisk figur. I begge sammenhænge drejede det sig om autoritetspersoner, som var kendetegnet ved stor kyndighed i den særlige rituelle teknik kaldet sejd. Derudover havde hun stor indsigt i spá og galder (som først var en betegnelse for tryllesang; senere om trolddom generelt), ritualer, der er nært forbundet med shamanisme, heksekunst og spådomskunst. I den nordiske kultur var sejd nært knyttet til begrebet ergi (mandlig homoseksualitet). De historiske og mytologiske fremstillinger af vølver viser, at de nød stor respekt, og at man anså dem for at besidde så stærke kræfter, at selv Odin kunne have behov for deres hjælp, som da gik han til en vølve, den gang han ønskede at kende fremtiden og hele verdens skæbne, som fortalt i digtet Völuspá. Andre eksempler på vølver i norrøn litteratur er Groa i Svipdagsmál, Thorbjörg i Erik den Rødes saga, Huld i fx Ynglinga saga, og Freja over dem alle.
Vølverne blev derfor opfattet som langt fra harmløse. Vølvens våben var ikke økse, spyd eller sværd; i stedet kunne hun med sejd og stav påvirke kampens udfald.

### Samfundsrolle
I vikingetiden var en vølve gerne en ældre kvinde, der havde løst sig selv for de slægtsbånd, der normalt havde afgørende betydning i det norrøne ættesamfund. Hun rejste rundt i landet med sit følge af unge hjælpere, og blev tilkaldt i krisesituationer. Hun besad en umådelig autoritet, og blev vel betalt for sine ydelser.
Vølverne var også kendt for deres evner indenfor forførelse, hvilket var en af grundene til at de regnet som farlige. I digtet Hávamál bliver der i en strofe advaret mod at have et seksuelt forhold til en trolddomskyndig kvinde, fordi man derved løber en risiko for at fanges i magiske bånd, der gør én syg. En af måderne til at forføre en mand på, kunne muligvis være brug af psykoaktive stoffer; i en vølves grav ved Fyrkat fandt man i hvert fald rester af bulmeurt, et stod der udover at give hallucinationer, også virker som et kraftigt afrodisiakum. Det er dog uvist i hvilket omfang, vølvernes praksis indebar brug af psykoaktive stoffer. Hvis Freja var gudinde for elskov i Asgård, så foreslår Harrison og Svensson, at vølven var hendes modpart i Midgård.

### Rituel praksis
I nogle ritualformer brugte vølven trommer, noget der også var udbredt i shamanritualer i samisk religion. En vølve kunne udføre ritualer alene, ved såkaldt útiseta ("udesidning"). Denne teknik involverede tilsyneladende meditation eller introspektion, og havde formentlig forudsigelser som mål. J. Blain mener, at dette var et aspekt af sejden, og samtidigt en reminiscens af shamanisme. Betegnelsen kendes fra en islandsk lovtekst fra 13. århundrede, hvori útiseta at vekja tröll upp ok fremja heiðni ("udesidning for at opvække trolde og praktisere hedenskab") var forbudt. Ingen kilder tyder dog på, at nogen blev straffet for denne forseelse førend i 17. århundrede, i forbindelse med hekseprocesser.

### Sejdmænd
Snorre fortæller, at Odin var den største sejdmand. Derfor kendte han folks skæbne; han kunne spå, og give folk død eller ulykke. "Men denne trolddom følger der så megen umandighed (ergi) med, at mænd ikke kan bedrive den uden med skam, og derfor lærte de gydjerne denne kunst." En sejdmand havde tabt sin ære, som det fremgår af Skjern-stenene: "En sejdkarl er den mand, som bryder disse kumler."
I Erik den Rødes saga fortælles det, at Ragnvald Retben, en af Harald Hårfagers sønner med samepigen Snefrid, var en seiðmaðr (sejdmand). Ifølge Flatøbogen blev Ragnvald derfor indebrændt af sin halvbror Erik Blodøkse på sin fars bud, sammen med 80 andre sejdmænd. Snefrid er et rent eventyrnavn, der i norrøn tid ikke blev anvendt på mennesker, men dukker op i norske folkeeventyr, tilsvarende navnet Snehvide. Snefrid er en ren sagnskikkelse.
I digtet Lokasenna håner Loke Odin for at have sejdet på Samsø, knyttet til homoseksualitet, som man den gang kaldte ergi:
Det siges, du sysled’
med sejd imens —
på Samsø med virke som vølve.
Du traskede rundt
som tryllende kone —
det kalder jeg argt og ækelt.

## Skriftlige fremstillinger

### Tidlige beskrivelser
Den tidligste beskrivelse af kvindelige germanske kultledere optræder i romerske beskrivelser af kimbrerne, der angreb Romerriget lige omkring 1. århundrede f.v.t. De fortæller om ældre kvinder, klædt i hvidt. Det var dem, der stod for ofringen af krigsfanger, og som tog varsler af blodet.
I Commentarii de Bello Gallico (1, 50) beskriver Julius Cæsar de divinatoriske ritualer, som germanerfyrsten Ariovists præstinder foretog før et slag. (58 f.v.t.):
Da Cæsar udspurgte sine fanger om, hvorfor Ariovist ikke tog den afgørende kamp nu, fik han det svar, at germanerne havde den skik, at kvinderne efter at have kastet lod og taget varsler skulle erklære, om det det var heldigt at begynde et slag eller ikke, og de sagde, at det ikke var gudernes vilje, at germanerne skulle sejre, hvis de gik i kamp før nymåne.
Tacitus skriver også om profetinder hos de germanske folkeslag i sit værk Historia 4, 61 fra slutningen af 1. århundrede e.v.t.
Veleda var en ugift kvinde, der oppebar stor indflydelse over brukternes stamme. Germanerne anser traditionelt mange af kvindekøn som profetiske, og faktisk, så overtroiske er de, som guddommelige...Veledas prestige var stor, for hun havde forudsagt de germanske sejre og legionernes udslettelse.
Jordanes beskriver i Getica (XXIV:121) nogle gotiske præstinder, kaldet aliorumnas, som kan være en form for vølver. De blev drevet i eksil af kong Filimer, da goterne havde slået sig ned i Oium (nuv. Ukraine). Aliorumnas er muligvis en forvanskning af den gotiske betegnelse halju-runnos, der betyder "Hel-løbere" eller "løbere til dødsriget " (en henvisning til shamanistiske ritualer). Som hævn skulle de have frembragt hunnerne, der senere pressede goterne vestpå.
Den lombardiske historiker Paulus Diaconus, der døde i Syditalien i 760’erne, var stolt af sin baggrund og skrev en historisk beretning om sit folk (langobarderne), fra da de engang var udvandret fra Sydskandinavien. Han fortæller bl.a. om en fortidig krig mellem langobarderne og vandalerne, der vendte sig til Godan (Odin) for hjælp, mens vølven Gambara, de to lombardiske høvdinge Ibor og Aios mor, vendte sig til Odins hustru Frea (Freja/Frigg) for hjælp. Frea hjalp Gambara med et trick, der narrede Odin til at give langobarderne sejr.
En detaljeret øjenvidneskildring af en høvdingebegravelse i det sydlige Rusland omfatter måske en beskrivelse af en vølve i aktion. I 921 overværede den arabiske udsending, Ahmad ibn Fadlan, en skandinavisk høvdings begravelse, da han besøgte volgabulgarerne. Han fortæller at en slavinde som et led i den ti dage lange ceremoni bisættelsen blev slået ihjel af en gammel kvinde, som Ibn Fadlan omtalte som "dødsenglen".

### Sagakilder
I Flatøbogen, mod slutningen af Norna-Gests þáttr, fortæller Norna-Gest, at "i den tid vandret volver, som spåkonerne blev kaldet, rundt om i landet og forudsagde folks skæbne."
Erik den Rødes saga om de norrøne nybyggere på Grønland omkring år 1000, indeholder en længere beskrivelse af vølven Torbjørgs besøg på en gård, hvor avlingen slog fejl. Forud for hendes ankomst havde hele husholdningen deltaget i rengøring og forberedelser. Højsædet, der ellers kun blev benyttet af husherren eller fruen, blev udstyret med puder med hønsefjer. Vølven ankom henad aften, klædt i en sort kappe ned til fødderne. På kappen var syet ædelsten, og i hånden holdt hun en stav (seiðstafr) af messing med ædelsten på toppen. Om halsen bar hun en kæde af glasperler, og på hovedet havde hun en hue af sort lammeskind, fôret med hvidt katteskind. Om livet havde hun et bælte af fyrsvamp, hvori der havde en stor pung. I den gemte hun sine hjælpemidler til sejden. På fødderne havde hun sko lavet af kalveskind, hvor snorebåndene havde messingkno-pper i spidserne. På hænderne havde hun handsker af katteskind, der var hvide og uldne på indersiden. Da vølven trådte ind i rummet, hilste gårdens beboere på hende med ærbødighed, og hun blev ført til højsædet, hvor et særligt måltid var sat frem for hende. Det bestod af en sammenkogt ret med hjerter fra alle slags af gårdens dyr kogt i gedemælk. Hun spiste maden med en messingske og en kniv, hvor spidsen var brækket af. Vølven overnattede på gården; først næste morgen kunne hun sejde. For at kunne udføre sine ritualer behøvede hun særlige redskaber; først og fremmest placerede hun sig på en særlig forhøjning, hvor en gruppe unge piger sad omkring, mens de sang specielle sange for at tilkalde hjælpeånder, som vølven skulle kommunikere med. Efterfølgende kunne vølven fortælle beboerne, at det snart blev bedre tider. Derefter talte hun med folkene, så hver især fik svar på det, de grundede på, og få af hendes svar slog fejl.
I Orvar-Odds saga optræder en sejdkone, der bærer en blå eller sort kappe og har en stav i hånden (som det fortælles har evne til at fremkalde glemsomhed hos en person, der tre gange berøres af den på kinden).
I prologen til Yngre Edda, der tilskrives en vølve, bliver bl.a. Thors hustru Sifs baggrund beskrevet. Her fortælles det, at hun var en spåkone, og Snorre sammenligner hende på det grundlag med den græsk-romerske sibylle.

### Arkæologiske levn
Skandinaviske arkæologer har udgravet omkring 40 forskellige stave i kvindegrave; de er normalt blevet fundet i rige grave, der også indeholdt andre kostbare gravgaver. det tyder på, at vølver som regel tilhørte samfundets øverste lag.
Et eksempel på en sådan grav stammer fra Fyrkat i Danmark, der også er den rigeste grav, der kendes i området. Hun var blevet begravet i en vogn, hvor hjulene var blevet fjernet, men var kun iklædt en enkelt lang kjole. Omkring tæerne havde hun ringe, hvilket tyder på, at hun ikke havde haft fodtøj, da hun blev begravet. Hun havde et hovedspænde fra Gotland, der kunne bruges som beholder. Ved fødderne var der en æske, der indeholdt forskellige genstande; fx uglegylp og små knogler fra fugle og pattedyr. Hun havde også fået en pung, som indeholdt frø fra bulmeurt, der - hvis de kastes ind i et bål - kan udvikle en mildt hallucinerende røg. Graven indeholdt også en lille sølvamulet, udformet som en stol. Denne type amulet kendes også fra andre kvindegrave. Desuden var der en række andre genstande, der stammede fra Finland og Rusland.
En anden rig kvindegrav er Oseberggraven fra Norge. Den indeholdt ligene af to kvinder. De rige gravgaver tyder på, at den ene eller begge spillede en vigtig rolle politisk og måske også religiøst, eventuelt som gydjer. Den yngste var i 50'erne med gode tænder, og må have fået god ernæring. Den ældste kvinde havde en læderpung på sig med cannabisfrøi. Hun led af fremskreden kræft og har muligvis fået det med som smertelindring. Flere af genstandene i graven knyttes til sejd og vølver, fx en stav af træ og i en pung.
Omkring år 1000 blev en anden vølve begravet sammen med rige gravgaver i Hagebyhöga i Östergötland. Udover sin stav fik hun bl.a. heste, en vogn og arabiske bronzekander med i graven, samt en lille pendant af sølv, der var udformet som en kvinde med et stort halssmykke. Denne figur er blevet fortolket som Freja (den mest fremtrædende vølve af alle) med Brisingamen om halsen.
I Birka blev en vølve og en kriger begravet sammen. Over dem var der placeret spyd, hvilket tyder på, at de var blevet dedikeret til Odin.

## Forsvinden
Vølverne forsvandt ved kristendommens indtræden og fordømmelse af alle rester af den gamle tro. Fra England er der bevaret en række lovtekster, der forbinder vølver og andre former for hedenske kvindelige præster med det kristne koncept hekse:
If any wicca (heks), wiglaer (troldmænd), false swearer, morthwyrtha (tilbeder af de døde) or any foul contaminated, manifest horcwenan (horekvinde), be anywhere in the land, man shall drive them out.
We teach that every priest shall extinguish heathendom and forbid wilweorthunga (dyrkelse af kilder), licwiglunga (påkaldelse af de døde), hwata (varselstydning), galder (tryllesange), man worship and the abominations that men exercise in various sorts of witchcraft, and in frithspottum (fredskov) with elms and other trees, and with stones, and with many phantoms. (kilde: lov udstedt under kong Edgar af England i 10. århundrede, bevaret engelsk kanonisk ret fra 1500-tallet.)
Vølverne fik i germansk og nordisk folklore omtrent samme betydning som hekse. Bevægelser, der ønsker at revitalisere den nordiske religion, har også forsøgt at genetablere vølvetraditionen.

## I moderne fiktion
Den engelske betegnelse spaewife har været brugt i flere litterære værker; fx i Robert Louis Stevensons "The Spaewife"; i John Galts historiske roman The Spaewife: A Tale of the Scottish Chronicles; og John Boyces The Spaewife, or, The Queen's Secret (under pseudonymet Paul Peppergrass).

## Ekstern henvisning
- Uddybende artikel om vølver i Norden Arkiveret 7. november 2012 hos  Wayback Machine